# Юсуфов, Гаджи Чингизович
Гаджи Чингизович Юсуфов (род. 8 мая 1990, Советское, Дагестанская АССР) — российский самбист, призёр чемпионатов России по самбо, мастер спорта России.

## Спортивная карьера
На соревнованиях представляет Дагестан и Пермский край. Является многократным чемпионом России внутренних войск по дзюдо и самбо. В июне 2017 года в Ростове-на-Дону стал бронзовым призёром на всероссийских соревнованиях по дзюдо на призы спортивного общества «Динамо». В марте 2019 года стал бронзовым призёром чемпионата России в Казани.

## Спортивные результаты
- Чемпионат России по самбо среди юниоров 2010 — ;
- Чемпионат России по самбо среди молодёжи (U23) 2010 — ;
- Чемпионат России по самбо среди студентов 2011 — ;
- Чемпионат России по самбо среди молодёжи (U23) 2012 — ;
- Кубок России по самбо 2014 — ;
- Чемпионат России по самбо 2017 — ;
- Чемпионат России по самбо 2018 — ;
- Чемпионат России по самбо 2019 — ;
- Чемпионат России по самбо 2022 — ;